# Rhabdopleura normani
Rhabdopleura normani är en djurart som tillhör fylumet svalgsträngsdjur, och som beskrevs av Allmann 1869. Rhabdopleura normani ingår i släktet Rhabdopleura och familjen Rhabdopleuridae. Arten är reproducerande i Sverige. Inga underarter finns listade i Catalogue of Life.